# Карлос Кінтанілья
Карлос Кінтанілья Кірога (ісп. Carlos Quintanilla Quiroga; 22 січня 1888 — 8 червня 1964) — болівійський військовий та політичний діяч, де-факто президент країни з серпня 1939 до квітня 1940 року. Кінтанілья брав участь у бойових діяч під час Чакської війни 1932—1935 років, здійнявся кар'єрними щаблями до посади командувача армією за часів правління Ермана Буша. Коли останній покінчив життя самогубством (щодо цього факту історики сперечаються донині) 23 серпня 1939 року, болівійське військове командування доручило Кінтанільї очолити уряд та організувати вибори.

## Політична кар'єра
Цілком очевидно, що Кінтанілья, як і багато його товаришів за зброєю, втомився від режиму «соціалістичного мілітаризму», започаткованого Давидом Торо й Бушем. Він бажав повернення до влади олігархічних кіл, що могло надати відносну стабільність, а також нагороди для тих, хто підтримував владу.
Заради забезпечення перемоги на виборах Енріке Пеньяранди, уряд Кінтанільї пішов на заслання багатьох активних лідерів та діячів опозиції, серед яких був і надто популярний Бернардіно Більбао.
Пеньяранда здобув перемогу на виборах 1940 року. Кінтанілья залишив президентський палац та виїхав до Рима, обійнявши посаду посла у Ватикані. Кінтанілья помер у рідній Кочабамбі 8 червня 1964, у віці 76 років.